# Saint-André-de-Bohon
Saint-André-de-Bohon ist eine französische Gemeinde mit 369 Einwohnern (Stand 1. Januar 2022) im Département Manche in der Region Normandie. Sie gehört zum Arrondissement Saint-Lô und zum Kanton Carentan-les-Marais.

## Lage
Die Gemeinde liegt auf der Halbinsel Cotentin. Sie grenzt im Westen und im Norden an Terre-et-Marais, im Nordosten an Montmartin-en-Graignes, im Osten an Graignes-Mesnil-Angot, im Südosten an Tribehou, im Süden an Marchésieux und im Südwesten an Auxais.

## Bevölkerungsentwicklung
| Jahr      | 1962 | 1968 | 1975 | 1982 | 1990 | 1999 | 2008 | 2018 |
| --------- | ---- | ---- | ---- | ---- | ---- | ---- | ---- | ---- |
| Einwohner | 358  | 318  | 310  | 297  | 258  | 264  | 315  | 346  |

## Sehenswürdigkeiten

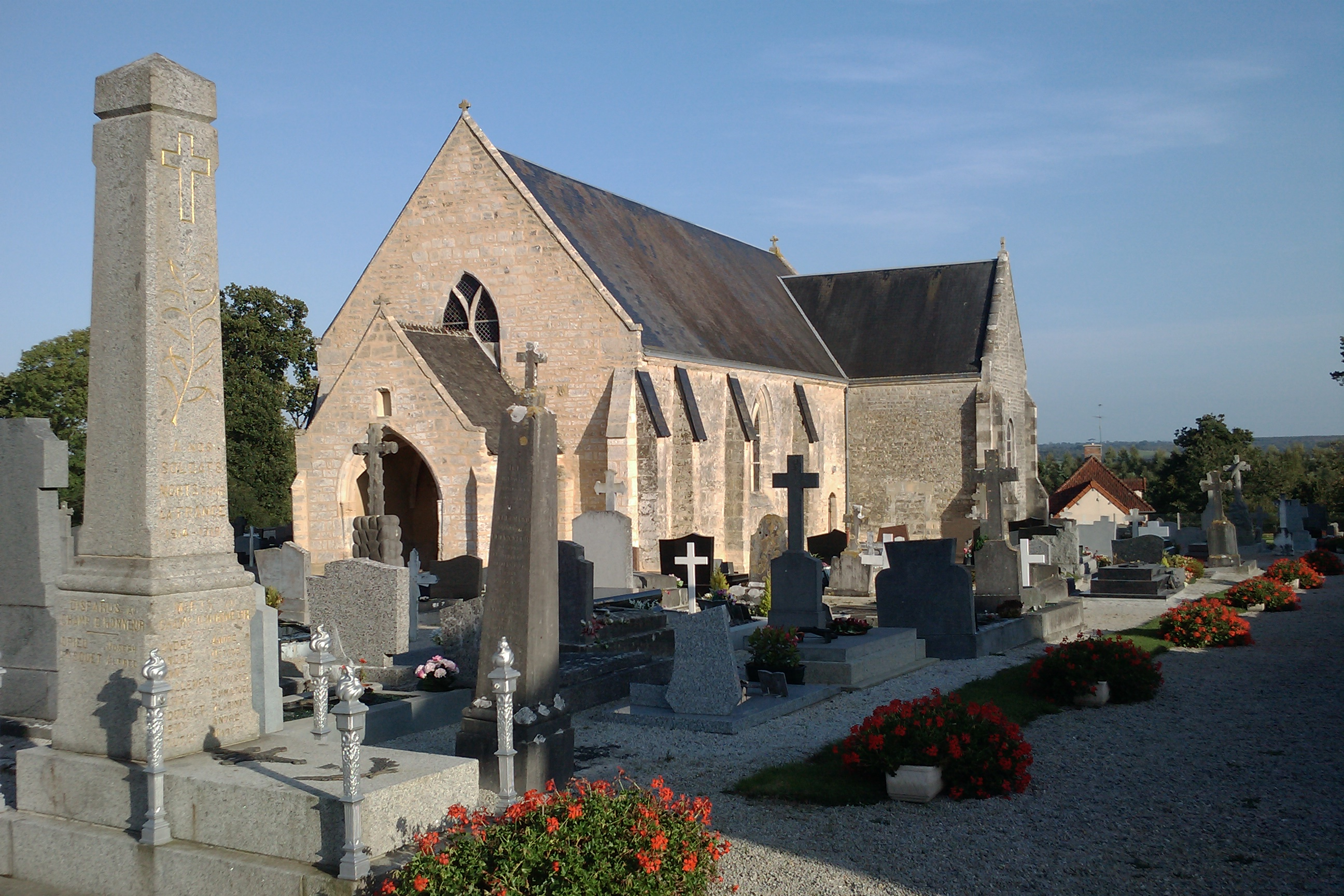
Kirche Saint-André
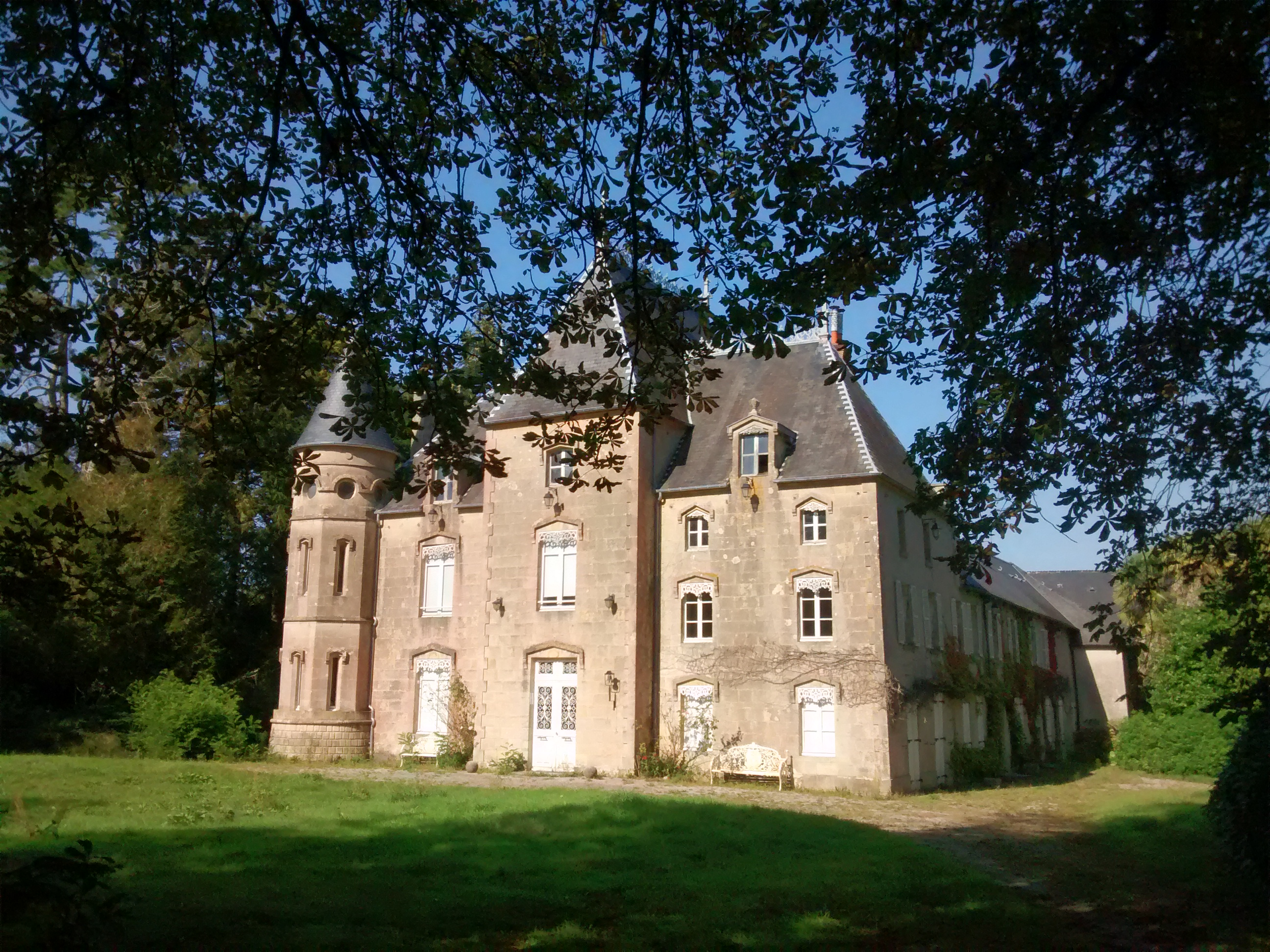
Maison de l’Ange
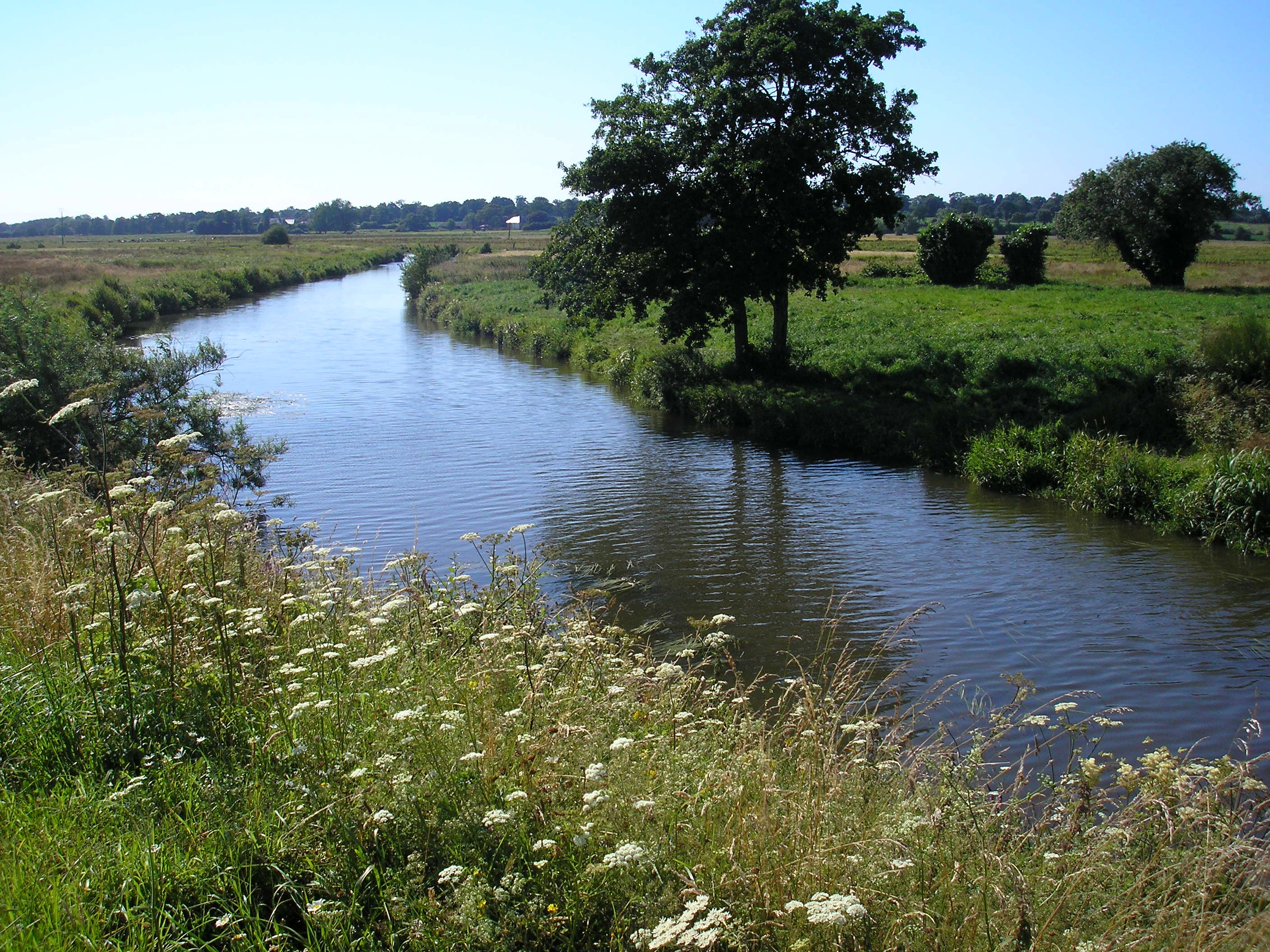
Die Taute zwischen Tribehou und Saint-André-de-Bohon

- Kirche Saint-André
- Maison de l’Ange
- Die Taute zwischen Tribehou und Saint-André-de-Bohon